# Olympische Sommerspiele 2008/Teilnehmer (Guinea-Bissau)
| Gelbes Symbol für Goldmedaillen mit stilisierten Olympischen Ringen | Graues Symbol für Silbermedaillen mit stilisierten Olympischen Ringen | Braundes Symbol für Bronzemedaillen mit stilisierten Olympischen Ringen |
| ------------------------------------------------------------------- | --------------------------------------------------------------------- | ----------------------------------------------------------------------- |
| —                                                                   | —                                                                     | —                                                                       |

Guinea-Bissau nahm bei den Olympischen Spielen 2008 in Peking zum vierten Mal an einem olympischen Sommerturnier teil. Die Delegation umfasste 32 Leute, davon drei Athleten.

## Teilnehmer nach Sportarten

### Leichtathletik
- Holder da Silva
Männer, 100 m: in der Vorrunde ausgeschieden
- Domingas Togna
Frauen, 1500 m: in der Vorrunde ausgeschieden

### Ringen
- Augusto Midana
Männer, bis 74 kg: im Achtelfinale ausgeschieden